# جيوفاني هرنانديز
جيوفاني هرنانديز (بالإسبانية: Giovanni Hernández)‏ (16 يونيو 1976 في كولومبيا - ) هو لاعب كرة قدم كولومبي في مركز الوسط. شارك مع منتخب كولومبيا لكرة القدم. أما مع النوادي، فقد لعب مع أتلتيكو جونيور وأمريكا دي كالي وأونس كالداس وإنديبندينتي ميديلين وديبورتيس كوينديو وديبورتيفو كالي وكولو-كولو ونادي أتليتيكو كولون ونادي يونياوتيونوما.

## وصلات خارجية
- جيوفاني هرنانديز على موقع الاتحاد الدولي (مؤرشف)  (الإنجليزية)
- جيوفاني هرنانديز على موقع قاعدة بيانات كرة القدم.إي يو (الإنجليزية)
- جيوفاني هرنانديز على موقع ناشيونال فوتبول تيمز (الإنجليزية)
- جيوفاني هرنانديز على موقع Soccerway.com (الإنجليزية)
- جيوفاني هرنانديز على موقع عالم كرة القدم.نت (الإنجليزية)